# مادام کامیون
مادام کامیون نمایشنامه‌ای از محمد چرمشیر است که در سال ۱۳۸۲ توسط انتشارات دو رود منتشر شده‌است. این نمایشنامه در فضای طنز موقعیت تعریف شده و به بیان سردرگمی انسان‌ها و سرگشتگی آن‌ها در زندگی روزمره می‌پردازد.

سعید محبی در شماره ۱۵۴ مجله نمایش دربارهٔ مادام کامیون نوشت:
مادام کامیون در میان آثار محمد چرمشیر از جمله نمایش‌های کمدی است که که تصاویر رابطه‌ای دو فرد در یک مکان هنری را در برابر دیدگان تماشاگر قرار می‌دهد. نمایشی که به‌خاطر دیالوگ‌محوری‌اش فرصت‌های مغتنمی را در اختیار گروه‌های اجرا قرار می‌دهد. امکانی که می‌شود ده‌ها طرح نمایشی را برای روساخت نهایی آن برای مخاطب ایرانی فراهم کرد.
او ادامه می‌دهد:
در واقع مادام کامیون عصیانی مردانه را به نمایش می‌گذارد که «اکبر» نشانه و نمایه آن و «رضا» پشتوانه تلخ این تفکر است. چرمشیر در مادام کامیون بعینه وضعیت کل زندگی تمام انسان‌ها را در قالب این دو شخصیت بازتاب می‌دهد. و در عین حال عبس بودن و پوچی رفتارهای آن‌ها و موقعیت‌هایشان را به رخ بیننده می‌کشد.
این نمایشنامه در سالن‌های تئاتر شهرهای مختلف به‌روی صحنه رفته‌است.